# 白脸鸻
白脸鸻（学名：Charadrius dealbatus）是鸻形目鸻科的一种鸟类。

## 特征
白脸鸻体重约42.3克，翼长约107.7毫米，嘴峰长约19.4毫米，喙宽度约3.3毫米，喙厚度约3.8毫米，跗蹠长约25.6毫米，尾长约44.8毫米。白脸鸻是部分迁徙的鸟类，其栖息在开放的海滩、河口等沿海水域，食性为肉食性，主要食物来源是水生动物。

## 分布
中国东南部；越冬于东南亚，马来半岛。